# Gwadar (distrikt)

Karta över provinsen Baluchistan med distriktet Gwadar markerat

Gwadar är ett distrikt i den pakistanska provinsen Baluchistan, med kust mot Indiska oceanen. Distriktet har omkring 250 000 invånare och en yta på 15 216 km². Huvudort är Gwadar.
Drygt 93 procent av invånarna är muslimer. Zikriinriktningen av islam utgör den religiösa majoriteten i distriktet. Det finns även en liten minoritet hinduer. De största baluchiska stammarna i distriktet är Buledai och Gichki. De viktigaste språken är baluchiska och urdu.
Större städer är Gwadar, Jiwani, Ormara, Pasni och Suntsar. Distriktet bildades den 1 juli 1977 då det tidigare distriktet Makran fick status som division och delades upp i tre distrikt, varav Gwadar var ett.

## Administrativ indelning
Distriktet är indelat i fem Tehsil.
- Gwadar Tehsil
- Jiwani Tehsil
- Ormara Tehsil
- Pasni Tehsil
- Suntsar Tehsil